# Abies koreana

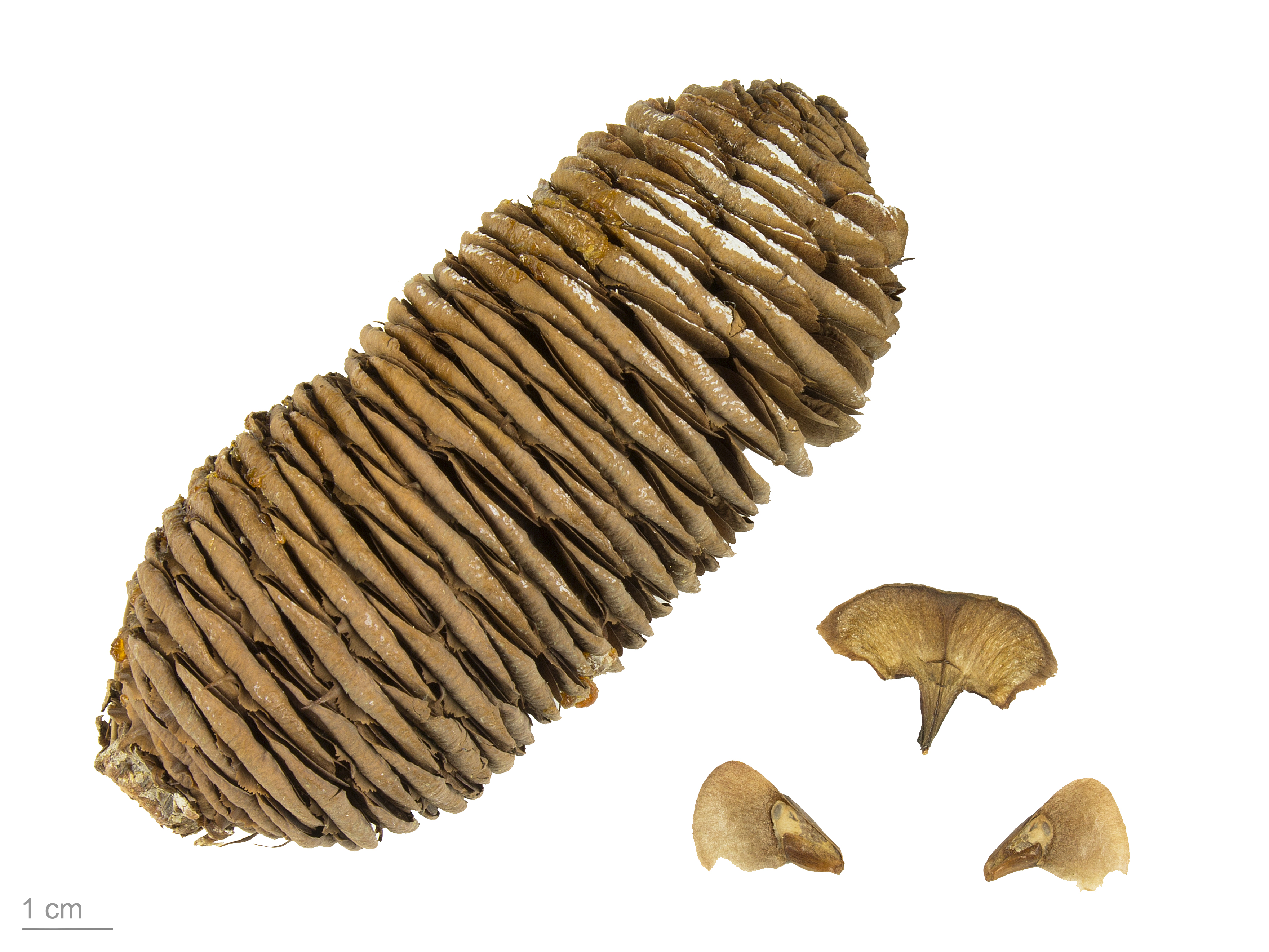
Abies koreana

Lãnh sam Hàn Quốc (Abies koreana; 구상나무, Gusang namu trong tiếng Triều Tiên) là một loài lãnh sam sống trên các dãy núi cao của Hàn Quốc (gồm cả đảo Jeju). Nó phát triển ở độ cao từ 1.000–1.900 m trong những khu rừng mưa ôn đới với mùa hè mát, ẩm, mưa nhiều và mùa đông đổ tuyết.
Đây là một loài cây hạt trần thường xanh kích thước nhỏ hoặc vừa đạt chiều cao chừng 10–18 m với đường kính thân đến 0,7 m. Vỏ cây có màu nâu-xám. Lá cây hình kim, dẹp, dài 1–2 cm, rộng 2–2,5 mm và dày 0,5 mm, có màu xanh sẫm bóng mặt trên và hai vạch khí khổng trắng rộng mặt dưới, hơi phân khía ở chóp.